# Надсегментна фонологія
Надсегментна фонологія (просодика, просодеміка) — розділ фонології, що займається одиницями, які накладаються на лінійне мовлення, їхнє функціонування, структуру.
Серед явищ надсегментного характеру виділяють мелодійну складову, динамічну складову та темпоральну складову.

Мелодика є результатом частотних змін звукових коливань у мовленні.

Динаміка — це результат амплітудних змін звукових коливань у мовленнєвому сигналі.

Темпоральний параметр характеризує часові зміни мовлення.

Мелодійні, динамічні і темпоральні явища мовлення виражаються у своїх одиницях. 

До надсегментних одиниць можна підходити зі структурного (формального) і змістового (функціонального) поглядів.
Мелодійною одиницею є тон, а функціональною — тональний контур (тонема);

Динамічною одиницею є наголос, а функціональною — акцентема;
Темпоральною одиницею є темп (тривалість), а функціональною — темпорально-ритмічний контур.

Окремо виділяється пауза як просодичний засіб, що найбільше споріднений з темпоральною складовою мовлення, адже характеризується часовою протяжністю. Утім, можна говорити і про те, що для паузи властиві й частотний і енергетичний параметри, які, проте дорівнюють нулю.

## Наголос
На́голос — це надсегментна одиниця мовлення. Наголос є властивістю складу. Носієм же його виступає голосний звук. Наголосом є виділення складу за допомогою сили, висоти та тривалості його вимовляння. Відповідно говорять про силовий (динамічний, експіраторний), музичний (тоновий, мелодійний) та кількісний (квантитативний) наголос залежно від того, який акустичний параметр його визначає. 
Зазвичай заведено вважати, що український наголос, як і наголос фактично в усіх слов'янських і більшості індоєвропейських мовах, є силовий, заснований на силі видиху, м'язової напруги. Про це говорить і М.Наконечний у «Курсі СУЛМ. Фонетика» за ред. Білодіда (1969). При цьому зазначаючи, що український наголос, бувши у своїй основі силовим, має ознаки часокількісного і тонічного.

Однак Н.Тоцька, характеризуючи склад, говорить, що він найбільше визначається тривалістю, проте значною мірою і силою, і мелодикою.

Залежно від того, з якою сегментною одиницею співвідноситься наголос, його поділяють на словесний (тактовий), синтагматичний і фразовий.

Особливе значення набуває словесний наголос, який може бути вільним (нефіксованим) і постійним (фіксованим на якомусь складі в межах слова). Вільний наголос, своєю чергою, може бути рухомим або нерухомим залежно від того, чи зберігається наголошений склад в різних формах одного й того ж слова. В українській мові наголос вільний, рухомий. Для української мови характерним є і побічний наголос в багатоскладових словах. За словами М.Наконечного, це пов'язано з відносною слабкістю основного наголосу.

Залежно від семантики говорять про логічний і емфатичний наголос. Логічний наголос — особливе виділення якогось слова чи кількох у реченні. Емфатичний наголос — емоційне виділення сегменту мовлення.

Поняття акцентема вживається, коли мова заходить про функціональний бік явища.

Функції наголосу 

Видільна. Наголос виділяє склад в межах слова, синтагми, фрази.

Конститутивна. Наголос організовує послідовність складів, об'єднуючи їх в єдине ціле й остаточно надаючи цій єдності рис слова.

Смисло- і форморозрізнювальна. Функція властива вільному наголосові й полягає в розрізненні смислу чи слів, які крім наголосу більше нічим не відрізняються (замо́к-за́мок), або форм одного й того ж слова (ві́кна-вікна́).

## Тон
Тон — надсегментна одиниця мовлення. Носієм тону виступає голосний звук, але в деяких мовах можуть і приголосні. 

Акустичним корелятом тону є так звана частота основного тону (ЧОТ), що визначається частотою вібрації голосових зв'язок.
З акустичної точки зору ЧОТ — це перша гармоніка мовного сигналу. У кожного мовця базова частота основного тону індивідуальна й обумовлена особливостями будови гортані.

Підвищення ЧОТ сприймається слухачем як підвищення тону. Важливо, що сприймається в першу чергу відносна висота мовлення супроти середнього значення для певного мовця: в абсолютних показниках низький тон, вимовлений жінкою, може бути вищим за «чоловічий високий».
В середньому для чоловічого голосу частота основного тону становить від 80 до 200 Гц, для жіночого — від 150 до 320 Гц.
Поняття тонеми пов'язане з функціональним навантаженням цього явища і визначається тональним (мелодійним) контуром, який буває висхідним, спадним, висхідно-спадним, спадно-висхідним. Залежно від контуру передаються різного роду значеннєві відтінки, наприклад, розрізнення комунікативних типів висловлювання (розповідь-спонукання-запитання).

## Темп
Темп — надсегментна одиниця мовлення, що характеризує швидкість артикулювання звукового сигналу.
Темп вимірюють кількістю сегментних одиниць за одиницю часу, або, рідше, тривалістю мовленнєвих одиниць, найчастіше складів.

## Інтонація
Надсегментні одиниці накладаються на лінійне мовлення не по одному, а в цілому, формуючи таким чином явище, що дістало назву інтона́ція, одиницею якої часто називають інтонаційну конструкцію. Інтонацію вивчає інтонологія. 

Інтонація надає мовленню семантики, експресії, модальності, стилістичного забарвлення тощо. Відповідно виконує такі функції:

Комунікативна функція, тобто функція реалізації комунікативних типів висловлення (розповідні, питальні, спонукальні речення).

Функція модальності. Вираження ставлення мовця до того, про що говориться.

Емоційна функція. Вираження за допомогою мови психічного стану мовця, а також надання емоційних значень висловлення.

Видільна функція. Полягає в інтонаційному виділенні певних частин висловлення, наприклад, головніших, якщо порівняти з другорядними в інформаційному плані.

Конструктивна (конститутивна) функція. Завдяки інтонаційним засобам сегментні одиниці мовлення формуються у висловлення.

На думку Н.Плющ, О.Бас-Кононенко, З.Дудник (Плющ Н. та ін. СУЛМ. Фонетика, 2002), комунікативна функція інтонації є провідною. За метою висловлювання в українській мові розрізняються такі комунікативні типи висловлювань, як розповідь, питання, спонукання.

Інтонаційна конструкція розповідного висловлювання має висхідно-спадний а, бо спадний рух основного тону, що означає завершеність думки. Разом зі спадом тону спадає і сила і темп вимови.

Інтонаційна конструкція питального речення зазвичай характеризується висхідним, висхідно-спадним і спадним тоном. Темп вимови питання як правило вищий за відповідь на нього в розповідній інтонації. Для запитання відчутними є особливості зміни ЧОТ на початку і в кінці вислову, швидкість спаду ЧОТ та інтенсивності. 
Побудова інтонаційної моделі питального типу речення ускладнюється різними видами питання: питання про нову інформацію, питання-перепит, альтернативне питання, риторичне питання.

Інтонаційний контур спонукального речення визначається висхідно-спадним, рідше — спадним характером руху ЧОТ. Такий тип речення теж неоднозначний — може бути
наказ, вимога, пропозиція, прохання, порада тощо.